# سیارک ۷۲۷۷
سیارک ۷۲۷۷ (به انگلیسی: 7277 Klass، نامگذاری:1983RM2) هفت هزار و دویست و هفتاد و هفتمین سیارک کشف شده‌است که در ۴ سپتامبر ۱۹۸۳ کشف شد.
قدر مطلق سیارک برابر ۱۳٫۸۰ است.